# Juan José Gerardi Conedera
Juan José Gerardi Conedera (Ciutat de Guatemala, Guatemala, 27 de desembre del 1922 - 26 d'abril del 1998) fou bisbe i defensor de la memòria històrica de Guatemala.

## Biografia
Nasqué el 27 de desembre de 1922 a Ciutat de Guatemala, en una família d'ascendència italiana.
Estudià al seminari de Guatemala i aconseguí una beca per estudiar teologia a Nova Orleans.
El 1946 s'ordena prevere i exercí en diverses localitats rurals de Guatemala on conegué la realitat indígena i també a Ciutat de Guatemala on va entrar en contacte amb la pobresa d'aquesta ciutat.
El 1967, fou nomenat bisbe de Verapaz i prioritzà el treball en favor dels indígenes.

### Defensa de les comunitats indígenes
En els anys 70 lluita pel reconeixement de les llengües indígenes i aconseguí autorització per emetre en llengua maia a dues emisores de ràdio
El 1974, fou elegit bisbe de El Quiché, però continua treballant com a Administrador Apostòlic de Verapaz.
En El Quiché la lluita entre l'exèrcit i la guerrilla s'agreujà fins a arribar a situacions de violència extrema entre 1980 i 1983. Centenars de catequistes i caps de les comunitats cristianes, la majoria d'origen maia, foren assassinats. Gerardi demanà repetidament seny a les autoritats militars.

### Exili
El 1980 com a president de la Conferència Episcopal de Guatemala criticà obertament la massacre de 39 persones a l'ambaixada espanyola a Guatemala. Aquest mateix any és cridat per assistir a El Vaticà al sínode de la família. A la tornada a Guatemala se li denega l'entrada al país. El Salvador rebutja concedir-li el dret d'asil, finalment és acollit a Costa Rica on romandrà fins a l'enderrocament del dictador Lucas García el 1982.

### Memòria històrica
El 1984 fou nomenat bisbe auxiliar de l'Arxidiòcesi de Guatemala. Juntament amb Rodolfo Quezada són delegats per participar en la Comisión Nacional de Reconciliación. Posteriorment creà l'Oficina de los Derechos Humanos del Arzobispado (ODHA) preocupada per la violència i les víctimes de la violació dels drets humans. En aquest context comença el projecte de Recuperación de la Memoria Histórica (REMHI).
El 24 d'abril de 1998 tingué lloc la presentació dels resultats amb l'informe Guatemala: Nunca más amb milers de testimonis de la repressió, responsabilitzant a les institucions i a l'exèrcit del gran part dels actes.
Dos dies més tard, el 26 d'abril de 1998 Juan Gerardi és assassinat.
La tasca de recuperació històrica impulsada per Gerardi fou fonamental per la Comisión para el Esclarecimiento Histórico, creada en el marc del procés de pau a Guatemala.